# هنري تشارلتون باستيان
هنري تشارلتون باستيان (بالإنجليزية: Henry Charlton Bastian)‏ (26 أبريل 1837 في ترورو، كورنوال، إنجلترا - 17 نوفمبر 1915 في كيشام بوا، باكينجهامشير) 

كان فيزيولوجي إنجليزي وأخصائي أعصاب. 

عضو في الجمعية الملكية في عام 1868.

باستيان تخرج عام 1861 من جامعة لندن. 

وكان من أشد المدافعين عن عقيدة التولد التلقائي. وأعرب عن اعتقاده انه شاهد تحت المجهر التولد التلقائي للكائنات الحية من المادة غير الحية

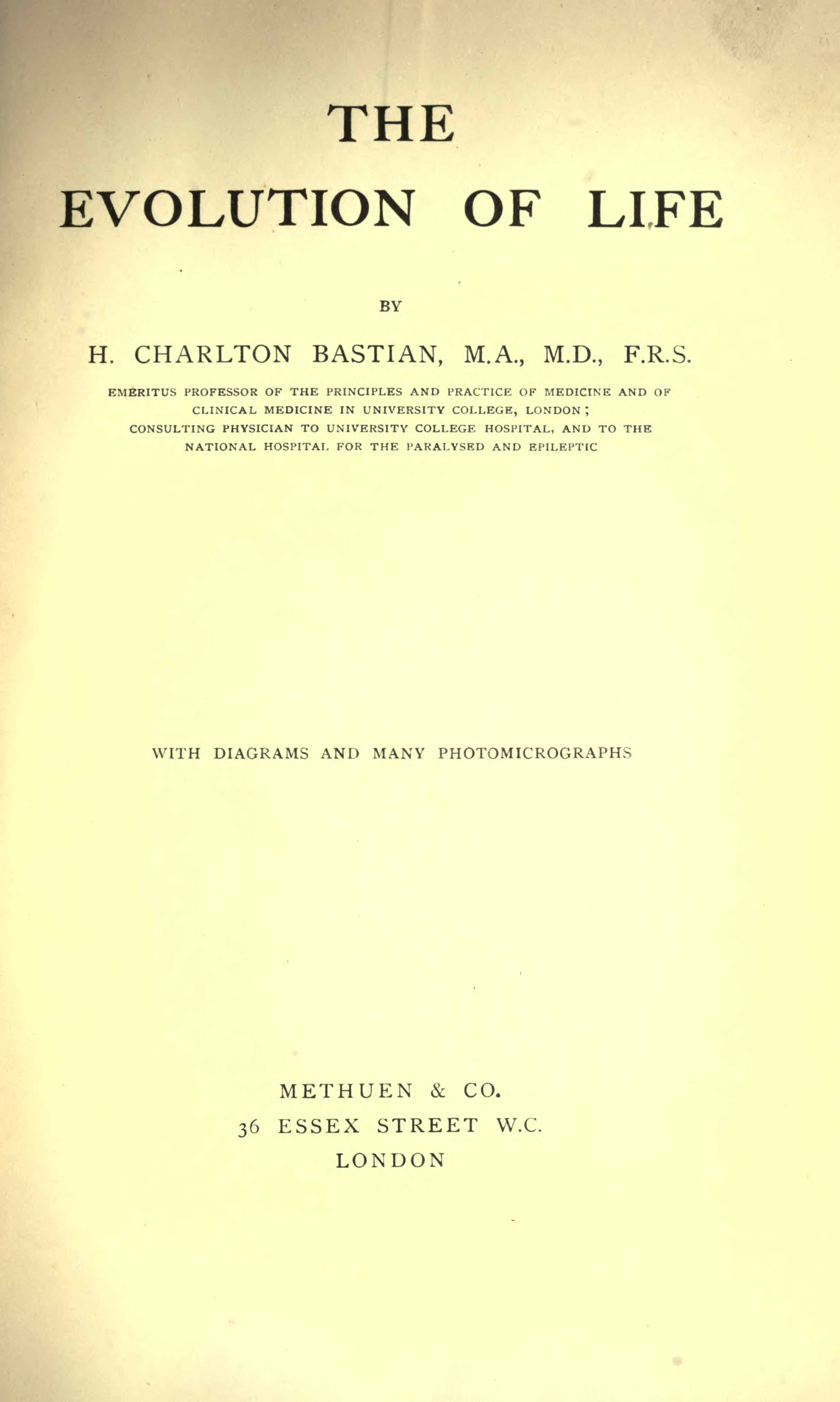
The Evolution of Life, 1907

## مواضيع متعلقة
- استقبال الحس العميق